# Стахів Тарас Володимирович
Тарас Стахів (позвиний — Стах; 18 січня 2004, м. Івано-Франківськ — 15 січня 2023, біля м. Бахмут, Донецька область) — український спортсмен, громадський активіст, військовослужбовець добровольчого формування «Хартія» 127 ОБр Сил територіальної оборони Збройних сил України, учасник російсько-української війни. Кавалер ордена «За мужність» III ступеня (2023, посмертно).

## Життєпис
Тарас Стахів народився 18 січня 2004 року в місті Івано-Франківську.
Після закінчення Івано-Франківського спеціалізованого ліцею № 1 він вступив на факультет іноземних мов Чернівецького національного університету імені Юрія Федьковича.
Спортсмен Івано-Франківської міської федерації Зендокай карате-до. Мав чорний пояс із цього виду спорту; переможець міжнародних і всеукраїнських змагань.
Член ГО «Незламна Нація». Охороняв громадський порядок і брав участь у вишколах штабу оборони Прикарпаття. У жовтні 2022 року приєднався до підрозділу «Хартія». Від листопада 2022 року на фронті. Брав участь у боях на Харківщині та Донеччині, був кулеметником, а потім помічником гранатометника.
Загинув 15 січня 2023 року біля м. Бахмут на Донеччині.
Похований 21 січня 2023 року в родинному місті.

## Нагороди
- орден «За мужність» III ступеня (14 березня 2023, посмертно) — за особисту мужність і самовіддані дії, виявлені у захисті державного суверенітету та територіальної цілісності України[1];